# Министерство культуры и информации Казахстана
Министерство культуры и информации Республики Казахстан (каз. Қазақстан Республикасының мәдениет және ақпарат министрлігі) — министерство в составе правительства Республики Казахстан, осуществляющее руководство в сферах информации, взаимодействия государства и гражданского общества, религиозной деятельности, государственной молодежной и семейной политики, модернизации общественного сознания, благотворительности, волонтерской деятельности, медиации, обеспечения внутриполитической стабильности, межконфессионального и межэтнического согласия, а также в пределах, предусмотренных законодательством, — межотраслевую координацию и государственное регулирование.
Положение о министерстве утверждено постановлением Правительства Республики Казахстан от 26 марта 2019 года № 142.

## История
Положение о Министерстве культуры и информации Республики Казахстан Утверждено постановлением Правительства Республики Казахстан от 29 октября 2004 года № 1130.
29 ноября 2007 года — образован Комитет культуры.
12 марта 2010 года — Министерство культуры и информации Республики Казахстан преобразовано в Министерство культуры Республики Казахстан, в том числе произведена передача ему функций и полномочий в сфере обеспечения прав граждан на свободу вероисповедания и взаимодействия с религиозными объединениями от Министерства юстиции Республики Казахстан, Агентство по информатизации и связи Республики Казахстан решено преобразовать в Министерство связи и информации Республики Казахстан, в том числе с передачей ему функций и полномочий в области массовой информации от Министерства культуры и информации Республики Казахстан.
- Министерство культуры возглавил Мухтар Кул-Мухаммед.
- Министерство связи и информации возглавил Аскар Жумагалиев[4].

Согласно Указу Президента от 20 января 2012 года Министерство вновь реорганизовано в Министерство культуры и информации.
1 сентября 2023 года воссоздано под названием Министерство культуры и информации Казахстана.
- Министерство культуры и информации возглавила Аида Балаева.

## Задачи
1) участие в формировании и реализации государственной политики в сфере информации, защиты детей от информации, причиняющей вред их здоровью и развитию; 

2) осуществление государственного регулирования в области телерадиовещания и средств массовой информации; 

3) осуществление формирования, развитие и обеспечение безопасности единого информационного пространства Республики Казахстан, а также межведомственная координация деятельности по обеспечению безопасности информационного пространства; 

4) международное сотрудничество в области защиты детей от информации, причиняющей вред их здоровью и развитию, средств массовой информации; 

5) соблюдение гендерного баланса при принятии на работу и продвижении сотрудников; 

6) участие во взаимодействии государства и гражданского общества, религиозной деятельности, государственной молодежной и семейной политики, модернизации общественного сознания, благотворительности, волонтерской деятельности, медиации, обеспечение внутриполитической стабильности, межконфессионального и межэтнического согласия; 

7) осуществление межотраслевой координации в сферах деятельности, отнесенных к компетенции Министерства; 

8) иные, возложенные на Министерство.

## Комитеты
В структуру министерства входят:
- Комитет архивов, документации и книжного дела
- Комитет культуры
- Комитет по развитию межэтнических отношений
- Комитет информации
- Комитет по делам молодежи и семьи
- Комитет по делам гражданского общества
- Комитет по делам религий

## Руководители
| № | Ф.И.О.                 | Дата начала и окончания работы на посту |
| 1 | Ермухамет Ертысбаев    | январь, 2006 — 12 мая 2008              |
| 2 | Мухтар Кул-Мухаммед    | 12 мая 2008 — 23 января 2012            |
| 3 | Дархан Мынбай          | 23 января 2012 — 16 января 2013         |
| 4 | Мухтар Кул-Мухаммед    | 16 января 2013 — 13 марта 2014          |
| 5 | Арыстанбек Мухамедиулы | 13 марта 2014 — 17 июня 2019            |
| 6 | Аида Балаева           | 2 сентября 2023 — по настоящее время    |

Байгалиев Хаиргалий Байгалиевич (1953—1955 г.г.) Первый министр культуры Казахской ССР Канапин, Амир Канапинович (1955—1961)